# Internationaux de Strasbourg 2025
Internationaux de Strasbourg 2025 a fost un turneu de tenis feminin care s-a jucat pe terenuri cu zgură. A fost cea de-a 39-a ediție și a făcut parte din categoria WTA 500 a Circuitul WTA 2025. A avut loc la Tennis Club de Strasbourg din Strasbourg, Franța, în perioada 18–24 mai 2025.

## Campioni

### Simplu
Pentru mai multe informații consultați Internationaux de Strasbourg 2025 – Simplu

### Dublu
Pentru mai multe informații consultați Internationaux de Strasbourg 2025 – Dublu

## Puncte și premii în bani

### Distribuția punctelor
| Probă  | Câștigător | Finalist | Semifinalist | Sfertfinalist | Runda 2 | Runda 1 | Q   | Q2  | Q1  |
| Simplu | 500        | 325      | 195          | 108           | 60      | 1       | 25  | 13  | 1   |
| Dublu  | 500        | 325      | 195          | 108           | 1       | N/A     | N/A | N/A | N/A |

### Premii în bani
| Probă  | Câștigător | Finalist | Semifinalist | Sfertfinalist | Runda 2 | Runda 1 | Q2     | Q1     |
| Simplu | €142,610   | €87,825  | €51,305      | €27,040       | €13,760 | €9,828  | €8,090 | €4,860 |
| Dublu* | €47,220    | €28,700  | €16,660      | €8,550        | €5,220  | N/A     | N/A    | N/A    |

*per echipă